# Cerodontha inflata
Cerodontha inflata är en tvåvingeart som beskrevs av Stéphanie Boucher 2002. Cerodontha inflata ingår i släktet Cerodontha och familjen minerarflugor. Inga underarter finns listade i Catalogue of Life.